# Hermonassa dichroma
Hermonassa dichroma är en fjärilsart som beskrevs av Charles Boursin 1967. Hermonassa dichroma ingår i släktet Hermonassa och familjen nattflyn. Inga underarter finns listade i Catalogue of Life.